# Eco. Revista de la cultura de Occidente

Eco fue una revista cultural colombiana que publicó en Bogotá la Librería y Galería Buchholz, entre mayo de 1960 y junio de 1984. Se publicaron en total 272 números. Al frente de la redacción estuvieron: Else Goerner (del número 1 al 36, 1960-1963), Hernando Valencia Goelkel (del número 43 al 88, 1963-1967), José María Castellet (1964-1965), Nicolás Suescún (del número 89 al 130, 1967-1971), Ernesto Volkening (del número 131 al 152, 1971-1972) y Juan Gustavo Cobo Borda (del número 153 al 272, 1973-1984).
No solo por la duración temporal que alcanzó y el número de autores que convocó a lo largo de un cuarto de siglo es importante la revista Eco, también lo es porque como otras publicaciones anteriores, por ejemplo: Los Nuevos o Mito, reunió una generación de intelectuales en torno a ella y además marcó un derrotero en la orientación del pensamiento que al interior de la publicación identificaban como “cultura de Occidente”. Importantes ensayos, críticas y traducciones que invocaron los más prestigiosos nombres del momento abundan en sus páginas.
También es notable la influencia que Eco ejerció en la formación de los escritores colombianos, no solo con los orientadores aportes literarios, sino con la crítica y la teoría que hubo en sus páginas. Destacan los números monográficos sobre Nietzsche (Nos. 114-115, 1969), Hölderlin (Nos. 183-184, 1970), Brecht (Nos. 85-86, 1967), el número 195 de 1978 en homenaje a Hesse, el número 235 de 1981 conmemorando los 200 años de Crítica de la razón pura de Kant, o el número 200 (1978): una antología de crítica latinoamericana con ensayos de Ángel Rama, Guillermo Sucre, Carlos Rincón, José Lezama Lima y Rafael Gutiérrez Girardot, entre otros. Al respecto Juan Gustavo Cobo Borda recuerda que: “lo decisivo […] era el seguimiento crítico de la evolución, antecedentes, virajes y cambios de una narrativa a través de la plana mayor de la crítica literaria latinoamericana, donde Emir Rodríguez Monegal convivía con Ángel Rama, José Miguel Oviedo con Guillermo Sucre y Noé Jitrik con Julio Ortega”. La poesía se vio atendida no sólo con traducciones inicialmente y luego con las primeras apariciones de los poetas nacionales, que se sumaban a las contribuciones de los autores hispanohablantes, sino con estudios y críticas. J. E. Jaramillo Zuluaga habla de “el anhelo de presentar un corpus coherente para permanecer, para durar más allá de los tiempos a los que deseaban responder sus páginas”.
En esa curiosa evolución que tuvo la revista, a manera de expansión inversa: hacia dentro, cuando sin dejar de lado las traducciones del alemán ni la divulgación del humanismo centroeuropeo, se volvió la mirada al país, al continente y a la lengua que vio nacer a Eco, se dio cabida a diferentes nombres que en el futuro descollarían: el primer adelanto de Cien años de soledad de Gabriel García Márquez, antes de editarse como libro, se publicó allí.
La periodicidad era mensual y en ocasiones se hicieron números dobles o triples. La revista dejó de circular durante 1976 y reapareció al año siguiente. El precio inicial era de 5 pesos colombianos (US$ 0.80) y de 28 pesos (US$ 1) hasta 1975 cuando se anunció el valor del ejemplar. A su regreso en enero de 1977 costaba 40 pesos y en adelante se informaba únicamente el código de la tarifa para libros y revistas de la Administración Postal Nacional: No. 056. La revista Eco aunque seguía una numeración consecutiva mensualmente, se reunía en tomos (indicados con números romanos), cada uno de los cuales constaba de seis números, es decir equivalentes a volúmenes semestrales, o lo que es lo mismo: dos tomos anuales. El formato era en rústica con medidas 20x13 cm.

## Historia
Eco. Revista de la cultura de Occidente apareció en Bogotá, en mayo de 1960 publicada por Karl Buchholz, Ernesto Guhl, Hans Herkrath, Hasso Freiherr von Maltazahn, Carlos Patiño Roselli y Antonio de Zubiaurre, editada a través de la Librería y Galería Buchholz con licencia del Ministerio de Gobierno. Jaramillo Zuluaga señala que en un comienzo la revista fue concebida como una publicación del Instituto Cultural Colombo-Alemán y J. G. Cobo indica que contó con el apoyo del gobierno alemán a través de Inter Nationes (una asociación, fundada en 1952 en Bonn, cuyo propósito era la producción y distribución de material informativo sobre la cultura alemana en el extranjero), que “adquiría cierto número de ejemplares para distribuir entre sus embajadas ante los países de habla española”.
El primer número incluía un cuento de Hermann Hesse, trabajos sobre Albert Camus, tres poemas de Gottfried Benn, un texto de Heisenberg sobre los problemas filosóficos de la física atómica a partir del descubrimiento de Planck, una crítica de arte de Werner Haftmann, una reflexión desde la economía social de Wilhelm Röpke, un ensayo sobre Ernst Jünger y una crítica sobre el éxito de El Gatopardo de Lampedusa. A decir de J. E. Jaramillo: “…su publicación en el mismo número no respondía tanto al estilo de variedades, que es común a muchas revistas, como al deseo de comunicar una totalidad, una visión de la cultura a la que todavía no distorsionaba la especialización de los saberes”.
La evolución de la revista puede seguirse a través de los cambios en la redacción. En la primera etapa, cuando la redactora general era Else Goerner se concentró en la difusión a través de traducciones de textos de literatura, cultura, arte, filosofía y ciencia en los que se manifestaba el humanismo centroeuropeo. En el periodo de Valencia Goelkel esta intención editorial se mantuvo y aunque la presencia hispana y latinoamericana comenzó a asomarse, se dio énfasis al ensayo, tanto en traducción como las contribuciones en español que fueron siendo publicadas. Durante el tiempo que estuvo Nicolás Suescún como redactor perdió importancia el ensayo en favor de la narrativa y la poesía; y al disminuir el número de textos procedentes del alemán y aumentar los colombianos pareció desviarse el propósito inicial de la revista Eco, al que habían sido fieles a pesar de las críticas por dirigir precisamente la mirada hacia otro lugar del mundo y no al propio. Estando Ernesto Volkening al frente, efectúo una suerte de recuperación tanto del ensayo como de los textos extranjeros o de carácter universal, incluso tratando temas locales y otorgó particular atención a la novela latinoamericana, esto gracias a la cosecha que arrojó el Boom. Entre noviembre de 1964 y marzo de 1965, desde España, José María Castellet, crítico literario, ensayista y editor catalán, compartió con Valencia Goelkel la redacción de Eco durante cinco números. Por esa época la revista recibió el apoyo de la editorial española Seix-Barral. J. G. Cobo Borda reforzó la promoción de la novela y la poesía de América Latina con la publicación de textos originales y estudios críticos.
En 1976 se suspende la publicación por razones económicas; para rehabilitarla, Cobo Borda buscó la manera de publicar en Colcultura una antología que estuvo a cargo de Álvaro Rodríguez y que recogió los mejores ensayos de autores colombianos que habían aparecido en la revista. “Esta antología puso en perspectiva la importancia de esta revista en el ámbito nacional en particular y latinoamericano en general. Cabe anotar que esta obra incluye además un índice general que abarca desde el No. 1 hasta el No. 182, el cual constituye un valioso material de consulta”. La publicación se reanuda en enero de 1977 y continúa hasta junio de 1984.

## Diseño
Cuando apareció Eco era una revista de 112 páginas, “sobria en su diseño y pequeña de tamaño, […] generosa en contenido”, sin imágenes en sus páginas interiores, únicamente en la portada, que mantenía la misma presentación y caja tipográfica para todos los artículos: “primero el nombre del autor pequeño en versalitas y tres espacios más abajo el nombre del artículo en itálicas y capitales; luego el texto, solo el texto, nada más, el lector quedaba a solas con las palabras”.
El fondo monocromático de la carátula que era al mismo tiempo la portada de la revista, ilustrada generalmente con un grabado (en ocasiones una fotografía) dentro de un recuadro y en blanco y negro o un solo tono se estableció luego de los primeros números que tuvieron un gouache de Antonio Lago Rivera de coloración bermeja y otro gouache de José Guerrero de tonalidad cerúlea. El diseño monocromo predominante cambió para el monográfico de Hölderlin (con un grabado que retrataba al poeta), los números 186 (con un grabado de Juan Antonio Roda), 187 (con un grabado de Richard Lindner), 188 (con un dibujo de Leonel Góngora), 189 (con una fotografía de Hesse como homenaje al centenario de su natalicio), 190 (con un óleo de Guillermo Wiedemann) y 191 (con un grabado de Karl Hofer), cuando la ilustración ocupó toda la carátula. En los números 171 (con un grabado de Alberto Carneiro) y 270 (con un grabado no identificado) el recuadro tuvo una mayor importancia de la habitual. Las carátulas de los números 183, 184 y 185 fueron impresas en vivos colores con un grabado del siglo XIII que “representa a la filosofía”, igual fueron coloridos los números 227 y 229. Para el triple número 224-226 de 1980 que celebraba los 20 años de la revista (diseño de David Consuegra) y el 228 (con un collage de Max Ernst no identificado) se incluyeron imágenes que podían apreciarse desplegando la cubierta de la revista. La carátula del número 116 es plateada con una imagen no identificada y en el número 135 la que aparece plateada es la silueta de Proust. Una imagen basada en un grabado de Baumeister en tono carmesí cubre el número 166. El número 12 presentaba un llamativo fondo rojo con letras negras y una línea horizontal blanca. El número 100 fue como el negativo de aquel: de fondo negro y letras rojas y blancas y con un dibujo de Paul Klee. Los números 200 y 250 únicamente tenían texto; también el número 175 (en el que se cumplían 15 años de la revista) pero era menos desnudo: un juego de negro y rojo en las letras y un marco igualmente negro con una trama abierta de color rojo que adquiría una tonalidad rosácea la vestían.
La revista Eco se imprimía primero en Litografía Arco y luego en Editorial ABC. La contraportada era destinada a la publicidad: la mayoría de veces de la Librería Galería Buchholz, también se anunciaban distintas revistas, tanto europeas como latinoamericanas y eventualmente el Goethe Institut. En el ámbito comercial aparecían las “empresas colombianas vinculadas a la cultura”: Emisora HJCK, Seguros Bolívar, Carvajal & Cía. y Bavaria.

## Línea editorial

### “Eco de Occidente”
Desde el principio la orientación editorial de la revista Eco quedó plasmada en los siguientes términos:
Esta revista aspira a constituir un eco de las más nobles y verdaderas voces de Occidente, en particular del ámbito alemán. Mas su propósito no es la producción de un mero reflejo intelectual, sino estimular en la medida de sus fuerzas, la aventura espiritual del hombre de Occidente y, de modo más concreto, del hombre hispanoamericano.
A través de traducciones, reseñas, críticas y ensayos de los humanistas destacados de la época, particularmente alemanes o de la comunidad germanófona (austriacos, suizos, belgas), la revista se propone ser el eco de Occidente en Hispanoamérica, servir de puente intelectual entre Alemania y Colombia. De esta manera, estos representantes del Humanismo en el exilio se plantean construir un marco cultural para el país que los acoge teniendo como fundamento el lugar y la cultura de donde provienen. Existe un tipo o mejor prototipo de lector al que se dirige la revista y es “el hombre integral”, heredero de la tradición cultural occidental europea, que añade a su permanente búsqueda de identidad latinoamericana. La idea de vincular toda una cultura al concepto occidental en el continuum de la Historia no es descabellada. En “Hegel y los griegos”, Martin Heidegger integra el pensamiento occidental, al formular la pregunta sobre la que discurrirá su conferencia: “¿cómo expone Hegel la filosofía de los griegos en el horizonte de su propia filosofía?” Y es que los elementos de este tema establecen los límites de la filosofía, es decir: “El nombre «los griegos» se refiere al comienzo de la filosofía; el nombre «Hegel», a su culminación. Hegel mismo ve su filosofía en el marco de esta ordenación”. Se trataba también de divulgar conocimientos poco difundidos o totalmente desconocidos para que alimentaran la discusión al momento de hacer una mirada propia y de ubicarse en un ámbito mundial, en un contexto universal. En gran proporción esa función atribuida a la revista se cumplió.
Lo que ocurre es la proyección de una visión de mundo hacia los lectores… “La intención de urdir una identidad cultural propia es sugerida al lector mediante elementos de juicio sobre qué leer y cómo entender lo leído”. Casi de manera enciclopédica se presentaba el cúmulo de títulos que iban alimentado la revista Eco número a número. Estos materiales sirvieron de inspiración literaria y artística, al tiempo que plantearon y orientaron el pensamiento crítico y de la reflexión teórica. Este corpus enciclopédico trasciende al lector del momento, particularmente el lector de revistas, ávido de actualidades e inmediateces, y también va más allá de un simple lector local: exige de este una disposición más universal, una actitud cosmopolita y hasta diletante, si se quiere.

### El lector deEco: teoría y crítica
Peter Suhrkamp, el editor alemán, hablando de Neue Rundschau, afirmaba: “…esta revista no ha sido creada para un movimiento, una escuela o cualquier otra cosa parecida, sino para las individualidades artísticas del presente, es decir, para los artistas (de todos los sectores culturales) y no para sectas artísticas ni para el público en general”. Tales palabras podrían aplicarse, en parte, al espíritu de la revista Eco. Esto pareciera contradecir la idea de J. E. Jaramillo de que la revista “era realizada por lectores y para lectores”, pero no es así, porque estamos hablando de lectores especializados y no únicamente especializados en literatura como lo hace ver Jaramillo, para quien “el secreto de la longevidad” de la revista está “en el hecho de que con el paso de los años sus lectores conformaron un grupo cada vez más fiel y homogéneo cuyos intereses giraban en torno a la expresión literaria”, abarca las demás ciencias y artes, que son presentadas al lector con esa vocación didáctica pero no adoctrinadora que tuvo Eco. Desde el principio el propósito había sido transmitir la idea más amplia posible de una cultura, la cultura occidental, que cómo se va demostrando en los textos publicados admite ser una cultura en crisis —no necesariamente decadente como en la visión de Oswald Spengler. La razón de mostrar una imagen así de Occidente apela a generar una conciencia crítica en el lector, pretende “estimular en la medida de sus fuerzas, la aventura espiritual del hombre de Occidente y, de modo más concreto, del hombre hispanoamericano”.
Una de las herramientas más efectivas con que se contó para el despliegue de ese lector especializado y la formación de su criterio fue la oferta de textos de crítica y teoría, no sólo de la literatura y de las artes, sino de cada tema expuesto en la revista. A través de la crítica se cuestiona, se corrige, se restaura la tradición literaria, hay como indicador de especialización un “uso mayor (en relación con publicaciones periódicas anteriores) de las notas a pie de página” y “el listado de referencias bibliográficas”. También mediante los aportes críticos, que a su vez incentivan una mirada crítica, se integran o diferencian bien los conocimientos y se revisa la historia para aplicar a la actualidad la lección aprendida, como en “La reconstrucción del pasado individual y del pasado colectivo” de Frederick Wyatt (No. 36, 1963), “El conflicto entre la ciencia moderna y la conciencia religiosa en Mutis y Caldas” de Jaime Jaramillo Uribe (No. 40, 1963), “Nacionalismo y comunismo como fuerzas motoras dentro de la perspectiva histórica” de Werner Conze (No. 84, 1967), “Los fundamentos del socialismo histórico” de Werner Sombart (No. 95, 1968), “Crítica de Hegel a la sociedad politizada” de Hermann Luebbe (No. 105, 1969) o “La desintegración del feudalismo” de Franz Borkenau (No. 168, 1974).

### Postura enEco
La preocupación por definir el Occidente, característica de la revista Eco —tomemos como ejemplo “¿Hay todavía Occidente?” de Pietro Quaroni (No. 2, 1960) y “¿Qué es lo occidental? Cinco figuras directrices de la literatura europea” de Hans Egon Holthusen (No. 41, 1963)—, “entendida como una ética o como una política que debe adoptarse frente a los países en desarrollo”, según J. E. Jaramillo, se vincula al modo de entender e integrar ese conocimiento (sobre la cultura occidental).
Tal forma es la asimilación como lo dejan ver “El mundo alemán a través de la Revista de Occidente” de Cayetano Betancur (No. 16, 1961), “Narrativa colombiana y lengua alemana” de Wolf Dieter Albrecht (No. 130, 1971), pero sobre todo Ernesto Volkening, que dedica al asunto textos como “Aspectos contradictorios de la apropiación de bienes culturales de raíz ajena” (No. 76, 1966), “La América Latina y el mundo occidental (ensayo sobre el encauzamiento y la asimilación de influencias culturales” (No. 100, 1968) y “La capacidad asimiladora de América Latina: ensayo sobre la asimilación creativa” (Nos. 141-142, 1972)”, así lo justifica en el extenso editorial “A dónde vamos” (Nos. 131-132, 1971) —en cual explica además el tema a profundidad—: “Si la transmisión de bienes culturales de procedencia europea constituye uno de los objetivos de la Revista, el otro se define por su publicación en Bogotá, una de las capitales de América Latina”. Y el objetivo se alcanzó, en otras palabras la revista Eco cumplió su función de que el pensador colombiano y latinoamericano restaurara la vigencia perdida del proyecto humanista con raíces centroeuropeas que abrevaba en las aguas de la cultura occidental que desde el principio Eco reivindicaba.

Si bien el ejercicio de la crítica bien argumentada y mejor informada, la redacción de elaboradas reflexiones y cierta especialización amparada en la teoría y un lenguaje científico, que se dan en la revista Eco, permiten hablar de un grado de independencia del campo intelectual frente al campo del poder político y religioso, no subordinado a la autoridad académica ni forzosamente integrado a la cultura oficial —como lo señala Paula Marín —, no hay que llamarse a engaños: los testimonios demuestran que los redactores y editores de la revista distaban de una independencia económica que les permitiera la autonomía intelectual y cultural, la cabeza de esta empresa —en el doble sentido de negocio y emprendimiento—, Buchholz, era precisamente un empresario, que además recibía el apoyo del gobierno de la República Federal Alemana a través de su embajada en Colombia, así mismo en determinado momento la inclusión como redactor de José María Castellet facilitó el patrocinio que dio la editorial Seix Barral y durante una crisis económica en la que peligró la continuidad de la publicación, la posición del redactor general de ese entonces J. G. Cobo Borda como editor del Instituto Colombiano de Cultura le permitió efectuar las gestiones necesarias para rescatar la revista. Esto no obsta para reconocer que efectivamente la revista Eco disfrutó más que de autonomía o independencia, de una libertad de compromisos que otras publicaciones por su carácter, su condición militante e ideológica, o su absoluta dependencia económica no tuvieron. Las palabras de Valencia Goelkel en el editorial del número 60 de abril de 1965 así lo constatan:
Eco no puede, y no quiere tampoco, seguir paso a paso las manifestaciones de estos conflictos en un país determinado (circunstancias políticas —es decir, económicas, sociales y hasta electorales— de la época). Tal cosa sería ajena a la índole de la revista; sería extraña a su propia esencia, pues ésta consiste en la certidumbre de que la idea y su expresión constituyen un todo, una unidad cuyo recinto mejor —el libro, la cátedra, las publicaciones periódicas como Eco— no se identifica con la urgencia, por lo demás generalmente ilusoria, de la polémica cotidiana.
En semejante declaración se entrevé otro aspecto de vital importancia: la atención a la cultura germana como horizonte intelectual —exclusiva al principio y que con el tiempo irá mermando, sin perderse jamás— era entendida como una forma de dar la espalda a la realidad inmediata. Como lo señala Marín: “En Eco no aparece el intelectual que se siente responsable de su actuación pública, de su participación inmediata en las situaciones sociales y políticas del país…” y lo explica J. E. Jaramillo, “debía entenderse que Eco renunciaba a participar en la polémica cotidiana”. Esto tendría al menos dos grandes consecuencias: por un lado eximía de compromisos forzosos a la revista y por otro lado acarreó críticas y opiniones en contra. La misma crítica que hizo Jorge Child Vélez a Mito, podría aplicarse a Eco y resumir el sentir de un sector nacional respecto a estas revistas, acusadas de carecer de compromiso social con su entorno inmediato y desconocer la problemática colombiana de la época…“su enfoque cosmopolita” era “interpretado más como una negación de lo propio que como una instrucción y constitución de sí y de una literatura autóctona”. Quienes ven esto como un desinterés por lo propio y un tratamiento sesgado hacia la identidad no vislumbran todavía que tan denostada actitud conlleva una manera de enriquecer la cultura y una fuente de inspiración, que en su simbiosis es capaz de modelar una realidad distinta, más integradora; no ven en ello el terreno propicio para el intercambio social y cultural que hace falta.

### “Una revolución paradójica”
El hecho de que la revista Eco tuviera cierto margen de maniobra sin estar supeditada a una ideología dominante al hallarse en un lugar distinto al punto de referencia que tenía (considerando además que Colombia y Alemania no suscribían pactos políticos ni alianzas internacionales particulares) explica que no hubiera la asunción de un compromiso, ninguna obligación contraída con alguno de los poderes políticos y económicos de la época. De su proceder dice Lucas Ospina: “La suya era una revolución paradójica, un movimiento discreto, sin editoriales, manifiestos ni cartas del lector, incluso sin el menor asomo de publicidad…” Sin solemnes declaraciones de principios y con la convicción “de que un solo apunte del viejo Lichtenberg, una sagaz observación de Jacobo Burkhardt, una página de Kafka bien leída vigorosamente estimulan el descontento frente al estado de la cultura contemporánea y más eficazmente contribuyen a nuestras inquietudes que cien manifiestos mal concebidos y peor escritos”. Es esa “la índole de Eco”: “Una disposición, un talante, que no se expresa a través de manifiestos, sino exclusivamente, mediante las colaboraciones que reproduce y divulga.”  Lo anterior abre paso a otra consideración fundamental y es que en torno a los fundadores y redactores de la revista no se haya establecido una generación, un grupo, un movimiento, dos cosas apenas tenían en común: participaban de la revista Eco y confluían en la Librería Buchholz, el lugar desde donde se gestaba la publicación.
En Eco había más un programa estético que uno ideológico, o bien, a través del humanismo que se pregonaba, el último se subordinaba al primero. La revista ocupa un importante lugar en la historia intelectual de Colombia, pero no participa en el debate de su época.

### Ecoy el contexto de su época
No era fácil abstraerse de un mundo que presentaba las siguientes condiciones:
Pasada la posguerra, eran los tiempos de mayor tensión durante la Guerra Fría: mientras la carrera espacial y la carrera armamentista estaban en auge y Estados Unidos capturaba cerebros fugados, se construyó el Muro de Berlín (1961) y se desató la Crisis de los misiles en Cuba (1962). En la época de distensión y coexistencia pacífica vinieron las manifestaciones sociales de lado y lado: la Primavera de Praga y Mayo del 68… años después se reactivaron los conflictos que involucraban de una manera u otra a las potencias: la invasión soviética a Afganistán en 1979 y el comienzo de la Guerra Irán-Irak en 1980…
En el continente americano se vivieron también tensiones: precedidas por la Operación Cóndor (que patrocinaba las dictaduras militares de América Latina y el exterminio de los líderes de izquierda, como Salvador Allende), se sucedieron la guerra civil en República Dominicana (1965), “la guerra del fútbol” entre El Salvador y Honduras (1969), la firma de los tratados Torrijos-Carter (1977) y, golpe militar tras golpe militar, la llegada al poder de Manuel Antonio Noriega —“el hombre fuerte” de Panamá— (1983), el inicio de la guerra civil en El Salvador (1979), la Revolución Sandinista en Nicaragua (1979), la Guerra de las Malvinas (1982) y la invasión a Granada (1983).
En Colombia, después del Frente Nacional (1958-1974) el surgimiento de las guerrillas comunistas (ELN, EPL, FARC) y el fraude de las elecciones presidenciales de 1970, que dio origen al M-19, se produjo la aparición del narcotráfico, que comenzó con la “Bonanza marimbera” (1974-1980), basada en el cultivo y la venta de marihuana con destino a Estados Unidos (propiciada por antiguos voluntarios de los Cuerpos de Paz que habían sido enviados a Colombia por el gobierno de John F. Kennedy en 1961 para contener el comunismo) y que dio pie a la producción y tráfico de cocaína y heroína, más adelante el Estatuto de Seguridad del presidente Julio César Turbay (1978-1982) desató una persecución política que dejó numerosos desaparecidos y exiliados. Finalmente en marzo de 1984 se firman los Acuerdos de la Uribe entre la guerrilla de las FARC y el gobierno de Belisario Betancur.

En todo caso, la revista, en términos generales, supo mantener una decorosa y comprensible asepsia en un mundo tan polarizado como aquel: “Eco deseaba contribuir a la discusión acerca de la crisis que vivía el mundo occidental […], desde un punto de vista filosófico”, como lo hacen Otto Veit en su artículo “La libertad en un mundo desgarrado: proposiciones sobre el cisma del hombre” (No. 22, 1962), o George Steiner en “¿El último marxista?” (No. 49, 1964). Robert Oppenheimer advierte sobre la inminencia de una nueva guerra mundial en su discurso “Las palancas de gran guerra” (No. 10, 1961), Theodor Eschenburg expone la situaciones alemana en “El problema de Berlín” (No. 14, 1961). En “Actividades culturales en Berlín 1960”, Virgilio Cabello describe la situación así:
Berlín no es solamente el centro de competencia política actual entre el capitalismo y el comunismo, sino que a veces, pocas, desgraciadamente, lo es también en el mundo del Arte. Todos los otoños, los dos sectores celebran sus festividades teatrales. Por ello, la prensa aminora en sus páginas sus acusaciones respectivas dentro de lo político para dedicarlas a críticas, comentarios, reseñas y propaganda. En esta época del año en la capital alemana se presencian los espectáculos más heterogéneos y antagónicos de oriente y Occidente.
Como en el Berlín de posguerra, en la revista Eco convivían tendencias de izquierda y derecha con la diferencia de no tener entre ellas un muro que las separara sino un puente que las unía, o mejor: por donde se podía transitar entre una y otra, para desde cada extremo hacer una consiente y sentida crítica sin que por ello se tuviera que abandonar el punto en cual se estaba. ¿Una respuesta a la condición de expatriados en la que los fundadores europeos de la revista se encontraban y que los colombianos habían experimentado mientras estaban en el extranjero?
Lo que podría llamarse la visión política dentro de la revista Eco se ajusta más o menos al discurso democrático en el cual conviven posturas divergentes. Algunas de éstas se plasman en textos como “El intelectual y la política” de Rolf Schroers (No. 42, 1963), “La nueva fase de la política mundial” de Hans Kohn (No. 56, 1964), “Tipología de los partidos políticos” de Max Beloff (No. 8, 1960), “Lo social y la comunidad persona e individuo en el pensamiento de Europa” de Goetz Briefs (No. 5, 1960); desde otro ángulo hay perspectivas como “Psicología del mesianismo social” de Werner Stark (No. 30, 1962) y “Radicalismos estéticos o falsos radicalismos” de Enrique Tierno Galván (No. 55, 1964). Partiendo de una relativamente oportuna revisión del marxismo y pasando por una mirada escrutadora a las revoluciones sociales, se respira sin embargo un cierto tufillo de anticomunismo (Walt Whitman Rostow es declarado como tal, en Eco se publicó un aparte de su obra cumbre sobre el capitalismo: Los estadios del crecimiento económico: un manifiesto no comunista). Nos encontramos entonces con “Marxismo, pensamiento ruso y bolchevismo” de Ludwig Traut-Welser (No. 24, 1962), “Karl Marx y la futura sociedad sin clases” (No. 43, 1963) y “Marxismo y burocracia” de Iring Fetscher (No. 59, 1965), “Nietzsche, Freud, Marx” de Michel Foucault (Nos. 113-115, 1969), “Marxismo hoy ¿más creencia que ciencia?” de Golo Mann (No. 186, 1977) y “Dos o tres palabras (brutales) sobre Marx y Lenin” de Louis Althusser (No. 197, 1978). Menos discretos son “La controversia entre Moscú y Pekín” de Boris Meissner (No. 17, 1961), “Ideología y política económica en el área de influencia de la Unión Soviética” de Karl C. Thalheim (No. 28, 1962). Como contrapartida tenemos “Coexistencia ¿astucia o necesidad?” de Michael Voslensky (No. 162, 1974) y “El camino del medio nos lleva al socialismo” de Ludwig von Mises (No. 18, 1961).
J. G. Cobo Borda en el editorial del número 200 recordaba el propósito inicial de la revista: “Eco fue creada para incorporar al idioma español aspectos decisivos del pensamiento alemán. Al mismo tiempo, y ya desde sus orígenes, quería servir de vehículo para la divulgación de páginas inteligentes provenientes del ámbito hispanoamericano.” Lo último se confirma en este número especial que incluye veinticinco autores, ninguno alemán y apenas un europeo: el húngaro Miguel de Ferdinandy y todos hispanohablantes. Cobo declaraba la que puede ser su función básica: “…estar contribuyendo a uno de los presupuestos esenciales de la vida intelectual: que el pensamiento y la reflexión sean factibles hoy en día, más allá de credos y fronteras.” Álvaro Rodríguez lo expresa con precisión, diciendo que la revista Eco es “una de las pocas publicaciones, existentes en el país, fiel a la defensa y transmisión de los valores culturales; de la crítica y la imaginación, en una época cuyos intereses parecen ser completamente opuestos”.

## Personal

### Fundadores
La revista Eco surgió en Bogotá como el proyecto de un grupo de intelectuales alemanes que inmigraron a Colombia. Eran el librero y coleccionista Karl Buchholz, el geógrafo Ernesto Guhl Nimtz (que sólo figuró como parte de quienes publicaban la revista en el número 1), Hans Herkrath, físico y matemático, y Hasso Freiherr von Maltazahn; con ellos estaban el poeta y editor español Antonio de Zubiaurre Martínez y el lingüística Carlos Patiño Rosselli. A partir del número 4, figuran en el grupo de quienes publican la revista, Rafael Carrillo y Danilo Cruz Vélez, quienes estudiaron en Alemania y serían reconocidos por sus aportes a la filosofía moderna en Colombia así como por ser introductores de la fenomenología en el país.
La revista tenía su centro de operaciones en la Librería Buchholz, que era un punto de encuentro y tertulia que constituía un círculo intelectual en el que se reunían colombianos y extranjeros. Muchos de quienes participaron en la revista Eco tuvieron su primer encuentro en esta librería. “El comité era más bien de simpatizantes-colaboradores que sugerían temas y contactos y, en muchos casos, traducían trabajos que consideraban de interés en la línea de la revista”.
Más adelante se irían integrando al grupo permanente (Buchholz, Hasso Freiherr von Maltazahn, Carrillo, Cruz Vélez, Patiño), primero los redactores Valencia Goelkel, Suescún y Volkening, luego Fernando Charry Lara, Aurelio Arturo, Pedro Gómez Valderrama, Jorge Eliécer Ruiz y Ramón Pérez Mantilla. En distintos momentos también serían incluidos Werner Reichenbaum, embajador de Alemania en Colombia, Walter Repges, doctor en filosofía y agregado cultural de la embajada alemana, y Wilhelm Siegler. En la última etapa figuraría como Secretaria de redacción Gretel Wernher, helenista y profesora de Humanidades.

#### Karl Buchholz
Karl Buchholz fue un librero y coleccionista de arte de origen alemán, nacido en Gotinga en 1901, que ya había trabajado en Alemania, Estados Unidos, Rumania, Portugal y España, antes de instalarse en Colombia, en la célebre librería y galería ubicada en el edificio Francisco Camacho de la Avenida Jiménez de Quesada. Allí prosiguió la dedicada y ferviente labor cultural iniciada en su país natal, trasladada desde Berlín a Nueva York, Bucarest, Lisboa, Madrid y finalmente Bogotá, adonde llegó en 1951, buscando un ambiente más libre que el ofrecido por el régimen de Franco en España, que le prohibió la importación de libros. Casi una década después consolidó su proyecto editorial con la revista Eco. La Librería Galería Buchholz (fundada en 1958) habría de convertirse en referente ineludible de la vida cultural e intelectual bogotana y en un centro de actividad creativa, desde el cual se realizaba una importante labor de divulgación, no sólo a través de la revista y otras publicaciones que surgieron como la obra de Juan Friede sobre Nicolás Féderman, sino de las exposiciones y especialmente la posibilidad para los lectores de encontrar libros en español y otros idiomas con variados temas y la actualidad del mercado cultural, así como textos especializados que anteriormente no era fácil conseguir.
En “Libros junto a cuadros junto a libros… la «Librería y Galería Buchholz» de Bogotá”, Beatrix Hoffmann explica que Karl Buchholz había iniciado su carrera como comerciante de libros y objetos de arte en 1925 en Berlín y una década después inauguró un local en el que vendía libros y obras de arte de renombrados artistas, muchos de los cuales habían sido prohibidos por los nazis, considerados “degenerados”. No obstante, se siguieron exponiendo las obras en la clandestinidad. Entre 1938 y 1941, Buchholz fue uno de los cuatro comerciantes de objetos de arte encargados por el régimen nazi de vender obras de arte “degenerado” al extranjero, evitando así su destrucción en tanto que proporcionaban divisas para el gobierno nazi. En 1941 la galería fue clausurada. En 1943 obtuvo, sin embargo, permiso para inaugurar su librería y galería en Lisboa, y le permitieron reabrir con restricciones su galería en Berlín. Estos acontecimientos dieron lugar a la especulación en la prensa acerca de la colaboración de Buchholz con los nazis. La revista Focus publicó al respecto, El País de España lo replicó y en Colombia Semana y Arcadia, así como la revista virtual Corónica esparcieron los rumores. Los detalles de su vida y su obra están en el libro Karl Buchholz: Buch-und Kunsthandler im 20. Jahrhundert, escrito por su hija Godula Buchholz, galerista y editora que ha divulgado las artes plásticas latinoamericanas. Karl Buchholz murió en Bogotá a los 91 años en 1992.

#### Hans Herkrath
Hans Herkrath (Juan Herkrath Müller) nació en Colonia (Alemania) en 1912. Se tituló como físico en la Universidad de Bonn. Llegó a Colombia en 1952 y se vinculó a la Universidad Nacional de Colombia. Colaboró en la creación del Departamento de Física (del cual fue posteriormente director), así como de la Facultad de Ciencias (de la que sería el primer decano). Fue uno de los fundadores de la Sociedad Colombiana de Física en 1955. También fue profesor de la Universidad Pedagógica Nacional y de la Universidad de los Andes (donde además fue director del Departamento de Física). Estuvo vinculado a instituciones como Unesco, Icontec, Colciencias y varias asociaciones de física, matemáticas y ciencia nacionales e internacionales. Publicó varios artículos sobre física. Para la época cuando se fundó la revista Eco era director el Instituto Cultural Colombo-Alemán en Bogotá. Herkrath murió en Bogotá en 1999.

#### Antonio de Zubiaurre
Antonio de Zubiaurre Martínez (nacido en Haro, España, 1916) participó en la Guerra Civil Española y en la campaña rusa. Dirigió, fundó y colaboró en diversas publicaciones de su país natal como: Hoja de campaña, Proa, Popa, Pilar, Revista de Estudios Políticos, Alférez. Es autor del libro Poemas del mar solo. A finales de los años cuarenta fue lector de español en Alemania y unos años después en Colombia, cuando se convertiría en unos de los traductores permanentes y más fecundos de la revista Eco, a la que también contribuyó con algún artículo.

#### Carlos Patiño
Carlos Patiño Rosselli nació en Sogamoso (Colombia) en 1928 y adelantó estudios en la Universidad Nacional de Colombia, La Sorbona de París y la Universidad de Múnich. Se doctoró en lingüística románica de la Universidad de Míchigan. Ha sido un consagrado estudioso de los asuntos del lenguaje. Fue director del Departamento de Español de la Universidad de los Andes y director del Departamento de Filología e Idiomas de la Universidad Nacional de Colombia, donde también fue Decano del Departamento de Ciencias Humanas. Además de ser uno de los fundadores de la revista Eco, contribuyó a ella con varias traducciones del alemán y algunos ensayos sobre lingüística, incluyendo uno sobre Wittgenstein (No. 43, 1963) y otros sobre el Estructuralismo (No. 99, 1968). Patiño murió en Bogotá en 2010.

#### Rafael Carrillo
Rafael Carrillo Lúquez nació en el corregimiento de Atánquez (Colombia) en 1907. Terminó sus estudios en la Facultad Nacional de Derecho y Ciencias Políticas de Bogotá en 1934, pero nunca se graduó. Enseñó latín, español y literatura en varios colegios, y filosofía en la Universidad Javeriana. A finales de la década de 1930 comienza a escribir en el periódico El Siglo hasta principios de 1940. Fue uno de los fundadores del Instituto de Filosofía y Letras, que abrió sus puertas en 1946. A finales de 1952 renunció a la Universidad y se fue para Alemania, donde vivió hasta 1959.
A comienzos de la década del sesenta encontró, sin embargo, un nicho intelectual en la revista Eco […]. Allí volvió sobre la escritura en forma indirecta. Durante el decenio de los sesenta, los más germanos de Eco, publicó no menos de 30 traducciones de ensayistas de lengua alemana sobre filosofía, ciencia, sociología y literatura…
En 1966 abandonó su oficio de traductor. A pesar de que no volvió a entregar ningún ensayo o reseña a la revista, los editores de Eco continuaron registrando generosamente su nombre como parte del comité de redacción durante casi veinte años. Rafael Carrillo falleció en Valledupar (Colombia) el 17 de julio de 1996. Actualmente es reconocido como uno de los más importantes introductores y normalizadores de la filosofía moderna en Colombia. Parte de su legado, que se concentra en la tarea de traducción, es recogido en una obra publicada por la Universidad del Atlántico, en dos tomos constituidos por una recopilación de las traducciones del alemán al español publicadas en la revista Eco entre 1960 y 1966.

#### Danilo Cruz Vélez
Danilo Cruz Vélez (1920-2008) estudió en Friburgo de Brisgovia (Alemania). Aparte de su participación en la revista Eco, colaboró con numerosas revistas, entre ellas, Correo de los Andes, Revista de las Indias, Ideas y Valores, Revista latinoamericana de filosofía y Tabula rasa. En 1970, con el lanzamiento de Filosofía sin supuestos: de Husserl a Heidegger, se constituyó en el introductor de la fenomenología moderna en Colombia.
A su regreso a Colombia, en 1959, se incorporó como profesor a la Universidad de Los Andes, donde centró su actividad académica, y reinició enseguida el trabajo de escritor que había interrumpido durante su estancia en Europa. Al año siguiente, en 1960, con otros pocos académicos colombianos formados en Alemania, acompañó al librero Karl Buchholz en la fundación de Eco, que en sus más de veinte años de existencia llegó a ser la revista colombiana de mayor presencia en toda América Latina. No sólo ayudó a orientarla en sus primeros años de circulación, sino que además fue colaborador y durante algún tiempo traductor, tarea esta última que muy pronto abandonó. (p.167)
El primer ensayo de un autor colombiano publicado en la revista Eco fue “La filosofía y la cultura” de Danilo Cruz Vélez, en 1961. Otras contribuciones suyas son: “Metafísica y teología” (No. 15, 1961), “Las ciencias del lenguaje y la metafísica” (No. 23, 1962), “Husserl y la filosofía moderna” (No. 35, 1963), “Superación de la metafísica moderna” (No. 73, 1966) y “Nihilismo e inmoralismo” (No. 153, 1972).

### Redactores

#### Hernando Valencia Goelkel (noviembre 1963 - agosto 1967)
Hernando Valencia Goelkel (1928-2004) nació en Bucaramanga (Colombia) y estudió Letras en España con Eduardo Cote Lamus y Rafael Gutiérrez Girardot, los tres becados por el Instituto de Cultura Hispánica. Conoció a Jorge Gaitán Durán en París y a su regreso fundaron la revista Mito, a la cual Valencia contribuyó con notas, ensayos y traducciones destacables. De la revista Eco fue redactor general de 1963 a 1967. Además de sus ensayos y traducciones, son notables los textos sobre cine que escribió para las revistas Cinemateca y Cine y los periódicos El Tiempo y El Espectador, varios de los cuales fueron recogidos en el libro Crónicas de cine. En el prólogo de Oficio crítico, J.G. Cobo afirma sobre la prosa traducida por Valencia que: “parece cobrar un cálido fulgor, equiparable al original. El idioma español se robustece y afina en ese trueque de sabor y sensibilidad que debe ser toda buena versión”. Por su parte, Nicolás Suescún, quien conoció a Valencia en la Librería Buchholz, recuerda que: “era una persona de una inteligencia prodigiosa. […] No ha habido un ensayista como él en Colombia. […] “sus ensayos muestran un conocimiento total de los escritores. También era muy autocrítico. Ninguno de sus libros, que son colecciones de sus reseñas y ensayos, fue hecho por él”.

#### Nicolás Suescún (septiembre 1967 - febrero 1971)
Nicolás Suescún (Bogotá, 1937) tuvo en la revista Eco los cargos esenciales: fue traductor, autor y redactor general. Así refiere él mismo el inicio de su relación con la revista:
Leía todo lo que caía en mis manos pero no escribía. Toda la plata que ganaba me la gastaba en libros en la librería Buchholz. Un día, su dueño, Karl Buchholz, me ofreció trabajo y yo acepté, feliz de dejar las clases y de trabajar con los libros. Trabajé dos años. En esa época empecé a hacer traducciones para la revista Eco.
Luego de eso viajó a París y comenzó a escribir. A su retorno a casa (Bogotá) en 1966, cuenta que: “Buchholz estaba en el proyecto de abrir una librería en Chapinero. Me dejó la dirección de la librería del centro y la dirección de la revista Eco”. Mientras estuvo en Eco publicó cuentos de los colombianos Policarpo Varón, Elisa Mújica, Darío Ruiz Gómez, Marvel Moreno, Alberto Aguirre, Amílcar Osorio y “pocas cosas mías”. Sobre su relación con los autores comenta: “Ahí publiqué por primera vez a Rafael Humberto Moreno Durán, Óscar Collazos, Umberto Valverde, Ricardo Cano Gaviria, a José Pubén.” —y con los editores—: “Ahí nació mi amistad con Ernesto Volkening y con Aurelio Arturo. Él iba a la librería, almorzábamos y hablábamos mucho”. Durante el tiempo en que fue redactor de Eco, “la revista se apartó de su propósito inicial y ya no correspondió tan literalmente a su propio nombre. Las traducciones fueron menos frecuentes y, cuando las había, mostraban un especial interés por la dimensión social y política de la literatura”. Suescún admite que esa era su intención: “Era muy interesante hacer una revista, e irla cambiando. El propósito inicial de Eco era difundir el pensamiento y la literatura alemana, pero yo les di cabida a escritores colombianos”.

#### Ernesto Volkening (marzo 1971 - diciembre 1972)
Ernesto Volkening (1908-1983) nació en Amberes (Bélgica). Estudió en Alemania y se graduó de Derecho en la Universidad de Erlangen-Núremberg en 1933. Llegó a Colombia en 1934. A partir de 1947 se inició su colaboración con periódicos y revistas literarias. Numerosos artículos, ensayos, reseñas y comentarios de cine, escritos entre 1947 a 1961, se hallan dispersos en la prensa bogotana. “La obra de Volkening es extensa (cerca de 200 ensayos, además de algunos libros) y pintoresca, más cerca de la marginalidad que de la academia, muy lejos de lo político y bien pegado de lo intelectual”.
Cabe destacar la producción como autor de Volkening, al interior de la revista Eco; aparte de sus artículos sobre Gabriel García Márquez: “Gabriel García Márquez o el trópico desembrujado” y “A propósito de La mala hora” (No. 40, 1963), encontramos los ensayos sobre cultura “Aspectos contradictorios de la apropiación de bienes culturales de raíz ajena” (No. 76, 1966), “La América Latina y el mundo occidental” (No. 100, 1968), “La supervivencia de los autóctonos y la crisis de la cultura de occidente” (No. 181, 1977) y de literatura: “La autonomía de la obra literaria” (No. 178, 1977). Además de su obra ensayística y crítica, a lo largo de su trayectoria, cumplió una importante labor de traductor.
Sobre esta actividad escribió para la revista: “Tres versiones de un poema o las cuitas del traductor” (No. 124, 1970) y en su remembranza así lo veía Nicolás Suescún: “Volkening era una persona muy culta, seguía la literatura alemana con un espíritu apasionado pero crítico a la vez. Escribía un español que parecía más bogotano que el de los escritores nativos, lleno de localismos”. J. G. Cobo anota que desde Eco revalorizó la figura de José Antonio Osorio Lizarazo. A partir de diciembre de 1980 aparecen esporádicamente en Eco fragmentos de su Diario. Ya antes habían sido publicadas en la revista semblanzas escritas en su regreso a su ciudad natal: “Amberes, reencuentro con una ciudad y un rostro (Nos. 110-111, 1969) y “Extramuros” (Nos. 131-132, 1971). El número 264 de la revista Eco, de octubre de 1983, se publicó como homenaje a Ernesto Volkening.

#### Juan Gustavo Cobo Borda (diciembre de 1973 - junio de 1984)
J. G. Cobo Borda (Bogotá, 1948) ha desarrollado una intensa actividad crítica, antológica, investigativa y editorial iniciada como comentarista de libros y redactor de la revista Eco con apenas 25 años, aunque ya había sido secretario de redacción desde los tiempos de Suescún y también había contribuido con artículos. Así pinta ese momento de su autorretrato:
Abandoné cualquier posible carrera universitaria —derecho, filosofía, idiomas— por ser gerente de una librería de siete pisos, en pleno centro de Bogotá. Era la Librería Buchholz […]. Sería el año de 1968. Luego, durante ocho años, a partir de 1975, fui editor de 300 títulos en el Instituto Colombiano de Cultura y durante año y medio (influjo de Borges: tenía la sabiduría pero me faltaba la ceguera) subdirector de la Biblioteca Nacional, antes de saborear el amargo caviar del exilio desde esta canonjía diplomática. Como si lo anterior fuera poco, bibliográficamente hablando, durante toda esta década, del 73 al 84, dirigí Eco, una muy seria revista literaria que si bien ha publicado a todos los escritores latinoamericanos de valía, su especialidad era, lejos de cualquier broma, eruditos trabajos de ensayistas alemanes.
Cobo Borda forma un nuevo consejo de redacción que integran Hernando Valencia Goelkel, Nicolás Suescún, Ernesto Volkening, Aurelio Arturo, Pedro Gómez Valderrama, Jorge Eliécer Ruiz y Ramón Pérez Mantilla. “Este nuevo grupo de trabajo pretende lograr un mayor acercamiento a la realidad intelectual colombiana y latinoamericana.”  Durante este periodo se publicaron estudios sobre José María Arguedas, César Vallejo, Gabriel García Márquez, Juan Carlos Onetti, Jorge Zalamea, Leopoldo Lugones, Juan Goytisolo y Mario Benedetti, entre otros.

## Traducción
Quizás uno de los elementos estructuradores de todo el entramado sobre el que se establecieron la idea fundamental y la intención preponderante de la revista Eco fue la traducción. Su importancia es capital, especialmente del alemán. Uno de los traductores más frecuentes fue Antonio de Zubiaurre, inclinado más hacia la poesía —que se publicaba en versión bilingüe—, seguido de Ernesto Volkening, quien desde el primer número fue traductor regular y prefería relatos de escritores alemanes poco divulgados; las traducciones de Carlos Patiño, Danilo Cruz Vélez y Rafael Carrillo —que figuraron primero como traductores y luego se integraron al comité editorial— se orientaban hacia la filosofía y las ciencias sociales. Según J. E. Jaramillo: “Sus traductores llegaron a ser más de ciento y alcanzaron a reunir un millar de textos que tomaban de libros alemanes, franceses o ingleses, y de publicaciones como Merkur, Neue Deutsche Hefte, The New Yorker…”
Amén de Merkur, “revista alemana para el pensamiento europeo” de Stuttgart y Neue Deutsche Hefte, dirigida por Joachim Günther, otras fuentes de las traducciones publicadas en Eco fueron las revistas Universitas de Stuttgart, Magnum de Colonia, Westermanns Monatshefte de Brunswick, Deutsche Rundschau de Berlín, Antaios (1959-1971), Die Politische Meinung de Bonn, Physikalische Blätter de Weinheim; los periódicos Frankfurter Allgemeine Zeitung de Fráncfort del Meno, Die Zeit de Hamburgo, Aussenpolitik, diario de asuntos internacionales de Stuttgart y Neue Zürcher Zeitung de Zúrich (publicación suiza en alemán); así mismo la revista estadounidense New York Review of Books y la francesa Revue L’Arc. En las anotaciones del final se anunciaba: “Para los originales de las traducciones solicitó Eco el correspondiente permiso de los autores o las editoriales, que, por lo demás, se reservan todos los derechos.” En últimos números (a partir de 1982) prescindieron de estas anotaciones. Otros traductores destacados fueron Hernando Valencia Goelkel, Nicolás Suescún, Ramón Pérez Mantilla, Carlos Rincón, Rafael Gutiérrez Girardot, Andrés Holguín, Otto de Greiff, Rubén Sierra Mejía, Marta Traba, Beatriz de Vieco, Hans-Eggert Tarrach, Gonzalo Sobejano, Jaime Manrique Ardila y el filósofo hispano-chileno Francisco Soler Grima —discípulo de José Ortega y Gasset y Julián Marías— cuya traducción de la conferencia Tiempo y Ser, de Heidegger, fue publicada por primera vez en castellano en Eco N.º 130, 1971.
Aunque la impronta de la traducción en Eco siempre permaneció, conforme la revista iba viendo crecer el interés hacia la literatura y el pensamiento latinoamericanos —que por su parte podía difundir—, las traducciones fueron disminuyendo, en especial del alemán: las versiones del inglés y el francés tomaron su lugar en buena proporción. La traducción operaba como una especie de catalizador del conocimiento. A través de ella no sólo se difundían textos e ideas procedentes del extranjero, sino que se iba construyendo un diálogo, un modelo de lectura y de aprendizaje que habría de naturalizarse entre los lectores con el tiempo y la familiaridad consiguiente que se establecía con otra cultura. La traducción mostraba una vocación formadora y orientadora de la lectura; entre otras cosas, por la introducción de notas de los traductores que facilitaban la comprensión en esa difícil tarea de verter de una lengua a otra todo un contexto implícito. De esta manera se forjaba una conexión, casi un entrecruzamiento cultural, que posibilitaba una mayor conciencia y algún grado de identidad, al tener un punto alto de comparación y permitir una cierta apropiación de los conocimientos.

El lector —y en buena medida el escritor en formación— de la revista Eco, gracias a las traducciones y a la serie de textos provenientes del exterior, teniendo el nivel intelectual que tenían, accedía a un lenguaje universal. George Steiner (citado por Cobo) dice que “las revistas minoritarias mantienen viva la continuidad ineludible de la cultura gracias al arte de la traducción”. La abundancia de traducciones incentivaba la curiosidad por conocer ese “otro” que se hallaba en su origen. Daba la posibilidad de ser un modelo tanto a seguir como a rechazar. Sobre la importancia de esta labor en la revista, Carlos Rincón comentó:
Creo que hace unas décadas en América Latina traducir fue echar mensajes al mar metidos en una botella. En 1968 traduje en Eco un texto de Walter Benjamin, “La obra de arte en la época de su reproductibilidad técnica”. Críticos mexicanos lo hallaron ahí. En 1970 aparecieron también en Eco páginas de Bajtin con el título “Carnaval y literatura”, lo principal de sus tesis, y en 1977 el ensayo completo sobre “Epopeya y novela”. Estas botellas las encontraron y las abrieron con resultados distintos, Ángel Rama y Emir Rodríguez Monegal, entre otros. Otras botellas se perdieron en 1970, de Jürgen Habermas, “La técnica y la ciencia como ideología”, que volvieron a traducir en España en 1989, y en el 84 “Respuesta a la pregunta: ¿qué es el posmodernismo?”, de Lyotard; también en Eco. (p.87)
También mediante el recuento de la actividad como traductor de Ramón Pérez Mantilla (1926-2008) en la revista Eco es posible verificar la importancia que ésta tuvo. Pérez Mantilla, filósofo y académico, tradujo para Eco un considerable número de artículos originalmente escritos en alemán, francés e italiano y de la mayor trascendencia. Estos son los textos: primero el estudio de Thomas Mann sobre “La filosofía de Nietzsche a la luz de nuestra experiencia” y el ensayo de Italo Calvino sobre “La antítesis obrera” (No. 60, 1965); luego tradujo “La tesis de Kant sobre el ser” (Nos. 90-91, 1967) y “La voluntad de potencia como arte” de Martin Heidegger (Nos. 113-115, 1969), el ensayo de Robert Musil “Sobre la estupidez” (No. 91, 1967), “James Joyce y la época actual” de Henri Broch (No. 97, 1968), “La interpretación marxista de Nietzsche” de P. Chiarini y “Por una filosofía de los extremos” de F. Masini (Nos. 113-115, 1969), un texto de Hermann Hesse y otro sobre él de Hans Mayer (No. 195, 1978); en colaboración con Nicolás Suescún textos de Elías Canetti (No. 245, 1982). Pero sin lugar a dudas su trabajo más memorable fue la edición y presentación de una entrega especial con motivo de los 125 años del natalicio de Nietzsche (Nos. 113-115, 1969), “un conjunto de ensayos con novedosas (y en aquel entonces aún recientes) interpretaciones del filósofo escritas por autores alemanes, franceses e italianos, precedidas de traducciones del filósofo inéditas entonces en español. Particularmente notable era la selección de los intérpretes franceses: Deleuze, Klossowski, Foucault, Glucksmann, Blanchot”. Fue tal la importancia de esta producción que la editorial Temis efectuó una reedición en forma de libro en 1977.

### Literatura
En literatura encabezan la lista los escritores alemanes, comenzando por Hermann Hesse que aparece en el primer número con su relato “Der Dichter”: “una formulación esencial de la vocación poética”, según reseñan las anotaciones finales; también está el poeta Gottfried Benn en ese nacimiento de la revista. Otros autores alemanes fueron Heinrich Böll, Günter Grass, Alfred Döblin, Hans Magnus Enzensberger —quien, conocido por Nicolás Suescún y Cobo Borda en Venezuela, fue amistoso interlocutor de la revista y permitió traducir sus textos—, Georg Trakl, Peter Weiss, Gerhart Hauptmann, Hugo Von Hofmannsthal, Heinrich Heine, Novalis y Friedrich Schiller, además de Franz Kafka, los austriacos Ingeborg Bachmann, Robert Musil, Peter Handke y el escritor suizo en lengua alemana Friedrich Dürrenmatt.
Entre los demás narradores europeos cuyos relatos fueron traducidos y publicados en Eco están: Muriel Spark, Malcolm Lowry, Marguerite Yourcenar, J. M. G. Le Clézio, Cesare Pavese, Isaak Bábel y Sławomir Mrożek. En cuanto a los autores estadounidenses tenemos a Flannery O’Connor, Mary McCarthy, John Updike, John Cheever, Donald Barthelme, Bernard Malamud, el escritor judío de origen polaco Isaac Bashevis Singer y el escritor ruso nacionalizado Vladimir Nabokov. Por el lado latinoamericano encontramos textos inéditos para el momento de Julio Cortázar, Mario Vargas Llosa, Guillermo Cabrera Infante y Manuel Puig; también relatos de Jorge Luis Borges, Juan Carlos Onetti, Fernando del Paso, Sergio Ramírez, Salvador Garmendia, Cristina Peri Rossi y Luisa Valenzuela. A la literatura brasilera se dedicó el número 229 de noviembre de 1980 con una presentación y la traducción de algunos de los textos de Lidia Neghme Echeverría.
En poesía, se encuentran españoles como Luis Cernuda, Jorge Guillén (con poemas dedicados a temas colombianos: “Los cerros de Bogotá”, “Cartagena de Indias” y “El jardín de los coquíes”) y Leopoldo Panero; están los poetas latinoamericanos más relevantes del momento: Octavio Paz, Gonzalo Rojas, Ernesto Cardenal, Mario Benedetti, Eugenio Montejo, José Emilio Pacheco, Nicanor Parra, Roque Dalton, José Lezama Lima, Ida Vitale, Juan Calzadilla, Enrique Molina, Roberto Juarroz, Carlos Germán Belli, Jorge Eduardo Eielson y César Moro. Con las traducciones, además de poetas de lengua francesa Paul Valéry y Guillaume Apollinaire, o inglesa como W. B. Yeats, Dylan Thomas y W. H. Auden, el sueco Pär Lagerkvist o el polaco Witold Gombrowicz, se dieron a conocer los poetas norteamericanos Robert Penn Warren, Elizabeth Bishop, Robert Lowell, William Carlos Williams, Ezra Pound, Wallace Stevens, Sylvia Plath, Anne Sexton, John Ashbery y John Berryman. Como curiosidad, sobre todo para la época, hallamos “Las técnicas literarias de Lady Sutton-Smith” de William S. Burroughs y una “Conversación con Allen Ginsberg” de John Tysell.
Vale la pena destacar las contribuciones de crítica literaria de Günter Blöcker sobre Ernst Jünger, Edgar Allan Poe, Robert Musil, Franz Kafka, Henry Miller, Joseph Conrad, André Malraux, Aldous Huxley, Thomas Wolfe y Gustave Flaubert; así como número especial dedicado a Friedrich Hölderlin (Nos. 123-124) y los trabajos críticos “¿Crisis de la novela o novela de la crisis?” de Ernesto Sábato, “Leopoldo Lugones o la pluralidad operativa” de Saúl Yurkievich, “César Vallejo: Inocencia y utopía” de Guillermo Sucre, “Juan Goytisolo: la violación de la lengua española” de Emir Rodríguez Monegal y “Poesía quechua y pintura abstracta” de Emilio Adolfo Westphalen.
En teatro se publicaron, entre otros, “El teatro de Grotowski” de Elizabeth Hardwick, “Artaud y el teatro de la crueldad” de Jerzy Grotowski, “El teatro y la ciencia” de Antonin Artaud, “Un fragmento” de Samuel Beckett, “Sobre el teatro de marionetas” de Heinrich von Kleist, textos de Woody Allen, sobre el teatro moderno en Alemania, el teatro soviético, “El teatro del absurdo” de Andrés Holguín y también de otros colombianos como Enrique Buenaventura y Carlos José Reyes.
Entre los autores relacionados con la teoría literaria podemos citar a Claude Lévi-Strauss, Wolfgang Kayser, Mijaíl Bajtin, Hans Robert Jauss, Roland Barthes, Roman Jakobson, Boris Eichenbaum, Víctor Chklovski, Tzvetan Todorov y artículos como “Contribuciones de la lingüística al estudio del pensamiento” de Noam Chomsky (No. 109, 1969) o “La combinatoria del mito en el arte del relato” de Italo Calvino (No. 259, 1983).

### Filosofía
Junto a la literatura y la lengua, es la filosofía la que contribuye a dar una mejor idea de cultura, a formarse una concepción de mundo y de época. La revista Eco no sólo se ocupó ampliamente de difundir el pensamiento del momento, adicionalmente se adelantó a todo aquello en lo que se centrarían los debates sobre las ideas, la revisión de la Escuela de Frankfurt, el surgimiento de los conceptos de deconstrucción y posmodernismo. Desde Walter Benjamin hasta Jacques Derrida, pasando por Ludwig Wittgenstein, Martin Heidegger, Max Weber, Herbert Marcuse, Hannah Arendt, Hans-Georg Gadamer, Max Horkheimer, Karl Popper, Werner Jaeger, Michel Foucault, Gastón Bachelard, Henri Lefebvre, Maurice Merleau-Ponty. Desde luego, estas reflexiones se remontan hasta los griegos y trazan una línea con la filosofía alemana, que pasa por Hegel y Kant y desemboca en la figura de Nietzsche. En este tema en particular es fundamental no pasar por alto el aporte de los colombianos que contribuyeron a configurar la presencia de la filosofía en la revista Eco: Danilo Cruz Vélez, Ramón Pérez Mantilla, Rafael Carrillo y Rubén Sierra Mejía. De modo recíproco “es necesario destacar la función que cumplió Eco. Revista de la cultura de Occidente en el proceso de normalización de la filosofía en Colombia”. El legado que Eco dejó a la filosofía puede apreciarse en el análisis bibliográfico que publicó la revista Universitas Philosophica, anotando con suficiente razón que la revista Eco merece interés para un filósofo.

### Arte
Las artes tuvieron en la revista Eco un lugar preponderante y tanto como en el plano general o en los otros temas hicieron esa transición que las llevó inicialmente del centro de Europa al otro lado del Atlántico, Colombia primero e inmediatamente el resto de América Latina y fueron orientadoras, por igual, de los espectadores y de los creadores en formación, especialmente por sus aportes críticos.
Hubo una atención permanente a las artes plásticas, a pintores y escultores, a movimientos alemanes y latinoamericanos, a lo clásico y lo moderno: Manierismo, arte neogranadino, Impresionismo, Expresionismo, Rembrandt, C. D. Friedrich, Turner, Modigliani, Paul Klee y Franz Marc, el grupo CoBrA, la bienal de São Paulo y documenta III, entre otros. Se destacan textos como “El surrealismo y la pintura” de André Breton, “Introducción al surrealismo” de Herbert Read (No. 181, 1975; No. 192, 1977), “El concepto de acción en pintura” de Harold Rosenberg (No. 102, 1968) y “Brancusi y las mitologías” de Mircea Eliade (No. 101, 1968), así como de los trabajos de Werner Hofmann y Cyril Connolly o una conferencia de Wallace Stevens acerca de la relación entre poesía y pintura. En el ámbito latinoamericano vale la pena mencionar a Juan Calzadilla y su texto “El taller de Armando Reverón” (No. 187, 1977) y los diferentes aportes de Juan Acha y Damián Bayón. En Colombia son destacables las contribuciones de Álvaro Medina y especialmente de Marta Traba, cuya crítica fue fundamental para la configuración de un nuevo canon del arte moderno en el país. Entre los artistas, en primera instancia está Fernando Botero, quien en buena medida fue dado a conocer a través de la revista Eco y las exposiciones de la galería Buchholz, también están Ramírez Villamizar, Luis Caballero y el pintor de origen alemán Hann Trier.
Además de la plástica, se publicaron varios textos sobre arquitectura, algunos firmados por Santiago Sebastián, y otros como el de Carlos Castillo sobre Rogelio Salmona, “La arquitectura española en la época de la unidad política y los descubrimientos” de Javier Barroso (1961) e “Introducción al barroco” de Mario Praz (1966); sobre música como el de Prokófiev de Fred K. Prieberg (1966), el de Mozart de Wolfgang Hildesheimer (1964), el de Verdi de Alberto Moravia (1966) o los de René Leibowitz, H. H. Stuckenschmidt, Wilhelm Barth y Otto de Greiff, y acerca del “séptimo arte”, como los textos de nuevo cine alemán (sobre los directores Fassbinder, Herzog, Wenders y otros), el ensayo de Pauline Kael de la película Bonnie y Clyde de Arthur Penn, o el de Jaime Manrique Ardila sobre el cine latinoamericano.

### Ciencias sociales y ciencias humanas
En la revista Eco se publicaron varios artículos historiográficos así como estudios tanto de la historia antigua y la historia contemporánea europeas como de la historia colonial y la historia moderna de América Latina, también hubo sobre China y Rusia. Dentro de una perspectiva social y económica de la historia encontramos “Compadrazgo y patronazgo: un caso colombiano” de Ann Osborn (No. 118, 1970) y “Economía y educación en 1850” de Alfredo Molano Bravo (No. 172, 1975). Cabe señalar los ensayos de Germán Colmenares, Jorge Orlando Melo y Jaime Jaramillo Uribe, quien desde 1961 adelantó un trabajo sobre el liberalismo colombiano del cual se publicaron algunos textos en Eco.
En sociología podemos hallar textos de Theodor W. Adorno, Lucien Goldmann y Jürgen Habermas o los fragmentos de El superhombre de masas de Umberto Eco (No. 228, 1980). Y con referencia la sociología en Colombia, el texto del mismo nombre de Hans Jürgen Krysmanski (No. 94, 1968), “Poder y cambio social en Colombia” de Cole Blasier (No. 88, 1967) y sobre todo los trabajos de Orlando Fals Borda. En últimas páginas del número 13 de mayo de 1961 se anuncia: “Algunas obras recientes sobre sociología y temas sindicales”, son 36 en inglés, francés y español, publicadas entre 1951-1960 en Londres, París, Nueva York, Madrid, Buenos Aires, Córdoba, México (ninguna en Alemania). “Las culturas negras en las Américas” de Angelina Pollak-Eltz (No. 88, 1967) constituye un importante aporte desde la antropología.
Aparte de los ensayos y reseñas sobre el psicoanálisis y sobre Freud, en el campo de la psicología, en la revista Eco se publicaron en 1970 dos interesantes textos “Psicosexualidad” de Lou Andreas-Salomé y “Las huellas de la locura” Michel Foucault.

### Ciencias naturales
Más que divulgativa, es ciertamente esclarecedora y orientadora la perspectiva que dan de la física los textos publicados en la revista Eco: “La idea de la realidad en la física” de Max Born (No. 18, 1961), “La ideología de la física moderna” de Paul Mariens (No. 14, 1961), “Einstein y la teoría de la relatividad” de Max Von Laue y “La física aristotélica, la escolástica y la de Galileo” de Hans Schimank (No. 21, 1962), “Mi ansiedad ante el problema de los quanta” de Luis de Broglie (No. 27, 1962), “¿Qué es una ley física?” de Erwin Schrödinger (No. 64, 1965) y “Procesos nucleares y fisión del uranio” de Otto Hahn (No. 104, 1968). Adicionalmente hay un artículo acerca de los avances de las investigaciones en química: “Los nuevos descubrimientos de Butenandt” de Gerhard Gronefeld (No. 8, 1960), otro sobre “Perspectivas biológicas” de Adolf Portmann (No. 25, 1962) y finalmente una entrevista al biólogo Barry Commoner titulada “Ecología, petróleo y política” (No. 180, 1977).
Un poderoso hecho que llama la atención es la amplia perspectiva, previa a la escisión de las ciencias de la actualidad, que tuvo la revista Eco, en la que así como se tendió un puente entre la cultura centroeuropea y la colombiana dentro de un marco global, se establecía interlocución entre las diversas áreas del conocimiento. Esto lo demuestran títulos como: “Las ciencias del siglo XX y la idea del humanismo” de Hans Freyer (No. 19, 1961), “Diálogos con lo visible: rutas de la moderna ciencia del arte” de Werner Hofmann (No. 20, 1961; No. 22, 1962), “El descubrimiento de Planck, y los problemas filosóficos de la física atómica” de Werner Heisenberg (No. 1, 1960), “La filosofía y la física: consideraciones sobre Whitehead” de Hermann Wein (No. 26, 1962), “La filosofía Presocrática y la ciencia moderna de la naturaleza” de Günther Patzig (No. 8, 1960), “La interpretación sociológica de la Historia y la Historia Universal” de Hermann Schmitz (No. 5, 1960), “El porvenir del cerebro humano y la idea del superhombre” de Hugo Spatz (No. 35, 1963) o “Max Weber y el urbanismo como ciencia política” de Carlos Zuzunaga Flórez (No. 172, 1975).
Así mismo en estos textos se advertían consecuencias que hoy padecemos o se preveía el rumbo de los acontecimientos como puede apreciarse en: “La conciencia científica ante las amenazas de nuestro tiempo” de H. C. F. Mansilla (No. 172, 1975), “La no-relación de la psicología y las humanidades” de Frederick Wyatt (No. 41, 1963), “Por una estética sociológica” de Jacques Leenhardt (No. 146, 1972) o “Ciencia y compromiso” (No. 92, 1967) y “El problema de la autonomía científica y cultural en Colombia” de Orlando Fals Borda (No. 126, 1970).

### Colombia
En su país de origen, la revista Eco al comienzo enfocó sus esfuerzos en difundir la cultura germana humanista con una intención formadora y la expectativa de generar reflexiones sobre la propia identidad. Mientras se iba pasando de traducciones exclusivamente a la inclusión de textos originalmente escritos en español, fueron aparecieron poco a poco los autores colombianos: Álvaro Mutis fue el primero en ser publicado en el número 5 de 1960 con su cuento “Sharaya”; el primer ensayo de un autor nacional en la revista fue “La filosofía y la cultura” de Danilo Cruz Vélez, en el número 9 de 1961; el primer poeta fue Aurelio Arturo con “Nodriza” en el número 12 de 1961, volvería con “Madrigales” en el número 15 del mismo año. El segundo cuento fue “La mecedora” de José Pubén, el segundo ensayo de Jaime Jaramillo Uribe y el siguiente poeta Fernando Charry Lara. A partir de ahí, la revista Eco se dedicó en poesía a recoger el legado de Fernando Arbeláez, León de Greiff, Eduardo Carranza y a divulgar a Jorge Gaitán —fundador de Mito—, Álvaro Mutis (como poeta), Jorge Zalamea, Héctor Rojas Herazo, Rogelio Echavarría, Giovanni Quessep, Elkin Restrepo, Mario Rivero, María Mercedes Carranza, Darío Jaramillo Agudelo, Jaime García Maffla, Álvaro Rodríguez Torres, José Manuel Arango, Santiago Mutis Durán, Harold Alvarado… Incluso un par de nadaístas alcanzó a estar en sus páginas: Jaime Jaramillo Escobar, conocido como X-504 y Amílcar Osorio, conocido como Amílkar U. También se publicaron los ensayos sobre poesía de Fernando Charry Lara y Juan Gustavo Cobo Borda.
De las esporádicas apariciones se pasó a las reveladoras primicias como el fragmento de Cien años de soledad de Gabriel García Márquez, que apareció en el número 82 de febrero de 1967, adelantándose a la primera edición de la novela, publicada en Buenos Aires por la Editorial Sudamericana en mayo de 1967; o el fragmento de novela Estaba la pájara pinta sentada en el verde limón de Alba Lucía Ángel en el número 157 de 1973. Asimismo destaca la publicación el mismo mes en que el autor falleció del cuento “En las garras del crimen” de Andrés Caicedo (No. 185, 1977).
En narrativa la revista Eco publicó cuentos de autores colombianos como Alberto Aguirre, Pedro Gómez Valderrama, Manuel Mejía Vallejo, Elisa Mújica, Ricardo Cano Gaviria, Darío Ruiz Gómez, Óscar Collazos, Luis Fayad, Álvaro Medina, Marvel Moreno, José Pubén, Armando Romero, Daniel Samper Pizano, Germán Santamaría, Nicolás Suescún, Umberto Valverde, Policarpo Varón, Roberto Burgos Cantor y Julio Olaciregui.
Mención aparte merecen algunos “Escolios” de Nicolás Gómez Dávila (No. 14, 1961) que fueron publicados en la revista Eco. Por otro lado, descontando los ya referidos aportes en lingüística de Carlos Patiño, en teoría literaria de Rafael Gutiérrez Girardot y Carlos Rincón, en filosofía de Danilo Cruz, Ramón Pérez, Rafael Carrillo y Rubén Sierra, en sociología de Orlando Fals Borda, en historia de Jaime Jaramillo Uribe y Germán Colmenares, Eco publicó apreciables reflexiones acerca de la universidad escritas por Jorge Eliécer Ruiz, como “Crítica de la universidad” (No. 69, 1966) y “Sobre los movimientos estudiantiles” (que apareció precisamente en el número 97, de mayo de 1968) —además tradujo “Destruir la universidad” de André Gorz y “Salvar la universidad” de Jacques Julliard (No. 156, 1973). Valdría la pena anotar aquí los aportes que a la misma temática hicieron en la revista Eco dos autores fundamentales: el uruguayo Germán Rama con “Educación universitaria y movilidad social” (No. 116, 1969) y “Autonomía y sistema de decisiones en la universidad colombiana” (No. 122, 1970) y el norteamericano Rudolph P. Atcon con “La universidad latinoamericana” (Nos. 37-39, 1963), “La transformación estructural de la universidad alemana” (No. 71, 1966 y Nos. 74-76, 1966) y “La reforma universitaria” (No. 116, 1969).